# Associação de Futebol do Iraque
A Associação de Futebol do Iraque (em árabe الاتحاد العراقي لكرة القدم) é a organização que administra o futebol no Iraque. Fundada em 1948, tornou-se membro da FIFA em 1950, tendo desde então participado das Eliminatórias da Copa do Mundo. Ela supervisiona e organiza a Seleção Iraquiana de Futebol, conhecida como "os leões da Mesopotâmia".
A organização é formada por associações regionais, dentre elas a Associação de Futebol do Curdistão, que representa a região autónoma do Curdistão Iraquiano.

## Lista de Presidentes da AIF
A seguir uma lista de presidentes of Associação de Futebol do Iraque (AFI).
| Presidência | Presidente          | Entrada | Saída    |
| ----------- | ------------------- | ------- | -------- |
| 1           | Uday Hussein        | 1984    | 2003     |
| 2           | Hussein Saeed       | 2003    | 2011     |
| 3           | Najih Humoud        | 2011    | 2014     |
| 4           | Abdul Khaliq Masood | 2014    | presente |